# Fázismutató
Váltakozó áramú hálózatokban a feszültség és áram között létrejövő fáziseltolódás mérésére szolgál a fázismutató műszer. 

## Mérése
A fázistényező mérése két wattmérővel is megoldható, az egyikkel hatásos, a másikkal meddő teljesítményt mérve, és ebből kiszámolható a cos φ értéke.

### Egy wattmérővel mérve
Kétrendszerű wattmérővel mérve közös tengelyen helyezkedik el a két wattmérő. Az egyik hatásos teljesítményt mér, és ezzel szembe dolgozik a másik wattmérő, mely meddő teljesítményt mér. A műszeren belül nem működik semmiféle rugó, vagy egyéb nyomaték. A kitérés a cos φ-vel lesz arányos, és a műszer közvetlenül erre van skálázva.

### Ferrodinamikus hányadosmérővel mérve
Legegyszerűbb mérni hányadosmérő műszerrel. Az alábbiakban leírt áramok és feszültségek nyilvánvalóan lehetnek másikak is, csak következetesen be kell tartani az összetartozókat, és azonos irányba vigyük el a bekötést. Több áram méréshatár esetében ügyelni kell arra, hogy a nyitott, vasmag nélküli mágneskör miatt a műszeren belüli szórt mágneses terek befolyásolhatják a műszert! A gerjesztőcsévét úgy kell kialakítani, hogy azonos gerjesztést hozzon létre az összes méréshatáron, és ezek geometriai helye a légréshez képest azonos legyen.

#### Mérés háromfázisú körben

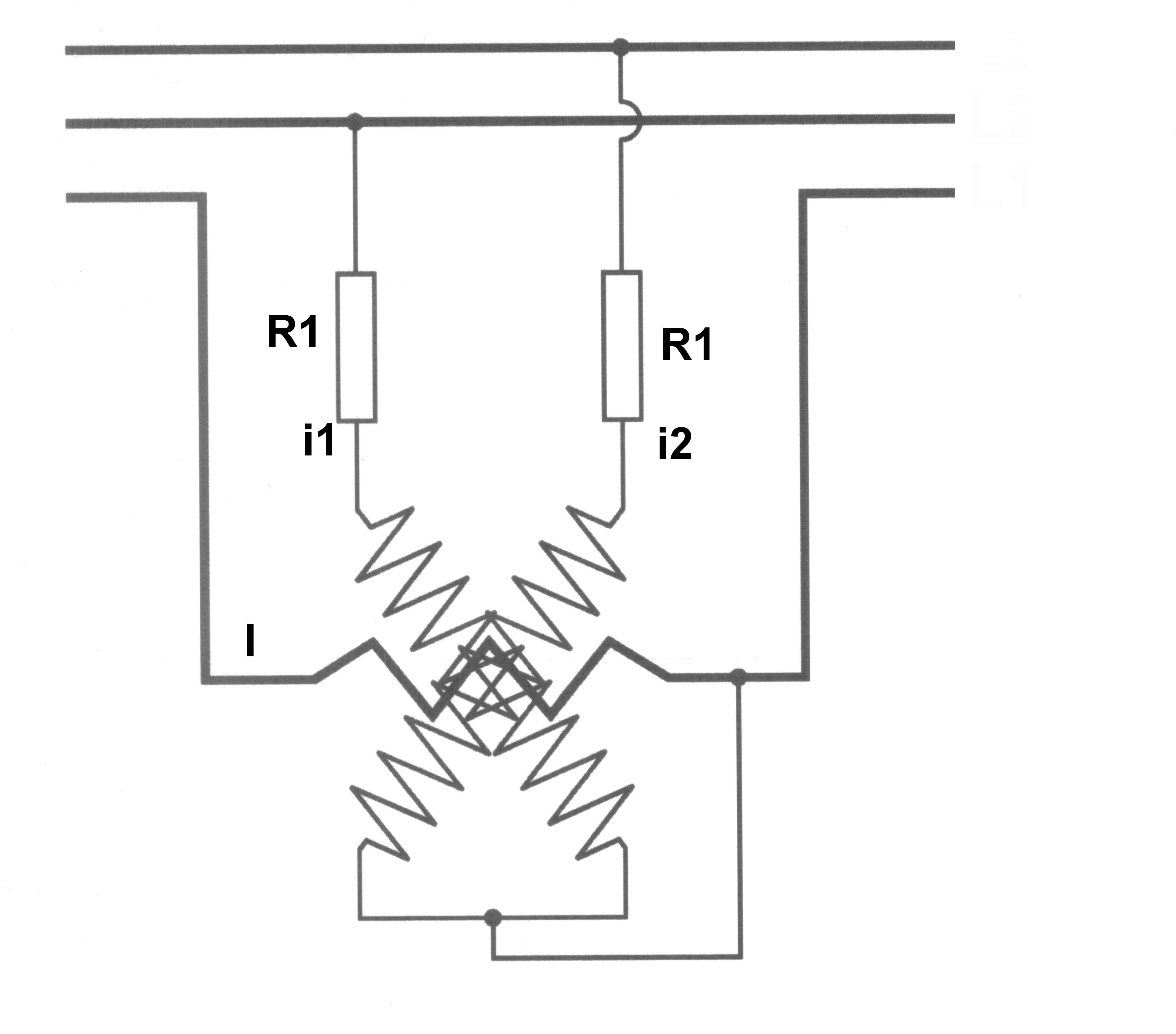
Háromfázisú, kereszttekercses fázistényező mérő elvi kapcsolási rajza

A ferrodinamikus hányadosmérő állótekercsébe vezetik az IL1 áramot. Az egyik lengőtekercs UL1-L2 feszültséget kap, a másik UL1-L3 feszültséget. A két lengőtekercs közös pontjára mindig az UL1 feszültség van kötve. Természetesen a két lengő gerjesztési iránya úgy van megválasztva, hogy egymással szembe forgasson az elliptikus légrésben, és a két lengőtekercs nyomatéka megegyező legyen. A műszerben nem működhet a villamos nyomatékon kívül semmiféle más nyomaték. A két lengőtekercs egymáshoz, és a mutatóhoz viszonyított helyzete úgy van beállítva, hogy UL1-L2 illetve UL1-L3 megszakítása esetén egyformán a hosszabb légrés felé forgasson, (ellentétes irányba) és egyforma kitérést mutasson. Ez a kitérés megfelel cos φ=0,5-nek, ami megfelel φ=60°-nak, míg a feszültségek együttes rákapcsolásakor a műszer cos φ=1-et mutat, ami megfelel φ=0°-nak. (Bár a műszernél feszültségekről beszélünk, a valóságban előtét-ellenállásokon keresztül áramokat működtetünk!) A műszer skálája közvetlenül cos φ-re, és/vagy φ-re van skálázva. A szokásos méréshatár induktív 0,4-1-kapacitív 0,4 cos φ, ritkábban induktív 0,2-1-kapacitív 0,8 cos φ.
Mint minden hányadosmérőnél, ennél is ellenőrizni kell I=0,2×Inévleges állásban is, mivel a kisebb gerjesztés hatására a műszer pontatlanná válhat, ami nem megengedhető!

#### Mérés egyfázisú körben

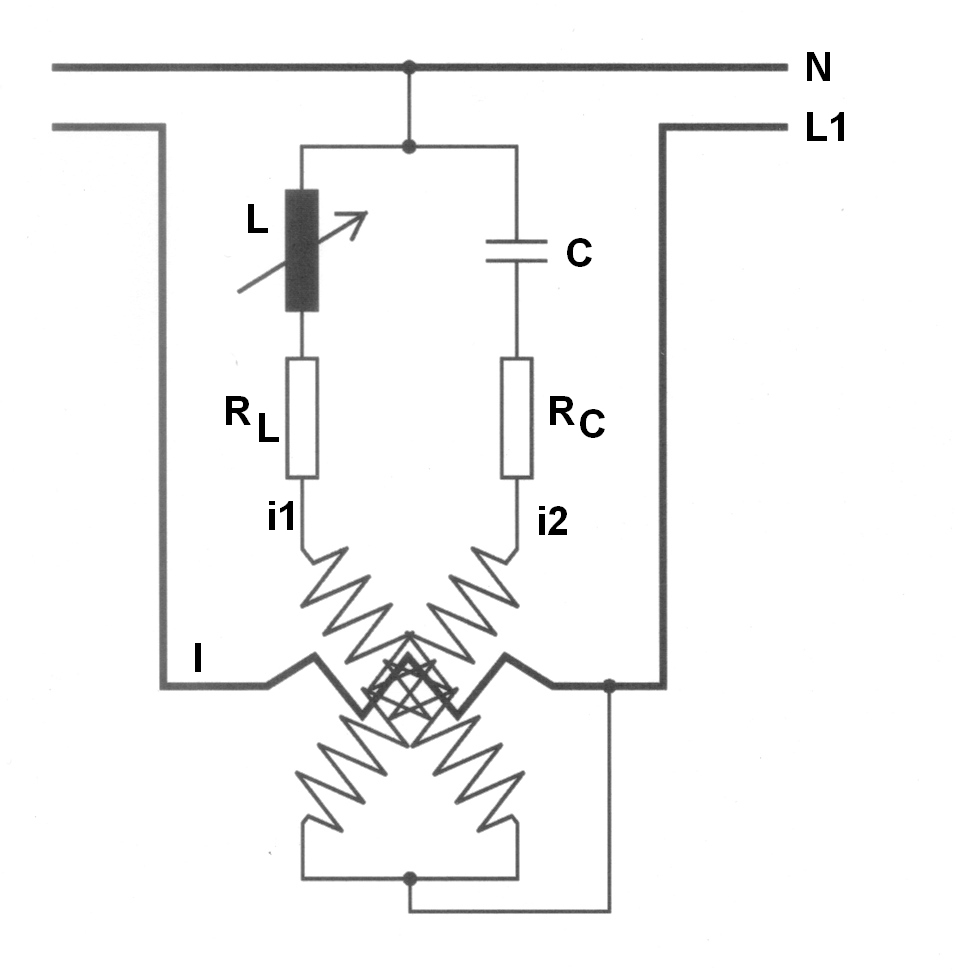
Egyfázisú, kereszttekercses fázistényező mérő elvi kapcsolási rajza

A műszer mindenben megegyezik a háromfázisú műszernél leírtakkal. Azonban itt csak egy IL1 áramot, és egy UL1-N feszültséget lehet mérni. A ferrodinamikus hányadosmérő állótekercsébe vezetik az IL1 áramot. A két lengő közös pontjára vezetik az UL1 feszültséget. A két lengőtekercs közül az egyikre változtatható induktivitást, a másikra fix értékű kondenzátort kötnek. Mindkét ágba egy-egy ohmos ellenállást van sorbakötve a kondenzátorral illetve az induktivitással, majd a két ellenállás szabad végét közösítve van, és arra előtét-ellenálláson keresztül adják rá a UN feszültséget. Mivel a kondenzátorok szórása elég nagy a változtatható induktivitás, és a két ohmos ellenállás segítségével addig változtatják a fáziseltolásokat, míg a háromfázisú műszernek megfelelő állapot nem jön létre. Mivel a háromfázisú műszernél leírtaknak megfelelő gerjesztéseket kell  megvalósítani az egyetlen ágban folyó UL1-N áramot kétszer akkorára választják, hogy a lengőtekercseken ugyanakkora áram gerjesszen. Skálázása, méréshatára megegyezik a háromfázisú műszereknél leírtakkal.

#### Mérés egy- és háromfázisú körben
Hordozható kivitelű műszereknél kombinálni lehet az egy- és háromfázisú mérést. A mérés menete mindenben megegyezik az előbbiekkel, csak a mérőműre -kapcsoló segítségével- vagy az egyfázisnak, vagy a háromfázisnak megfelelő bekötést valósítják meg. Ennél a megoldásnál szokásos még a több feszültség méréshatár alkalmazása. Az előtét-ellenállások osztott kivitelűek, és úgy vannak megválasztva, hogy a lengőtekercseken folyó áramok mindig azonosak legyenek.

## Külső hivatkozások
- Karsa Béla: Villamos mérőműszerek és mérések (Műszaki Könyvkiadó. 1962)
- Tamás László: Analóg műszerek (Jegyzet. Ganz Műszer Zrt. 2006)
- IEC-EN 60051-1-9